# Orjol oblast
Orjol oblast (russisk: Орло́вская о́бласть, tr. Orlovskaja oblast) er en af 46 oblaster i Den Russiske Føderation. Oblastens areal har et areal på 24.652 km² og 759.721(2016) indbyggere. Orjol oblast ligger i Centrale føderale distrikt. Oblastens administrative center er placeret i byen Orjol, der har 319,550(2015) indbyggere.

## Geografi
Orjol oblast grænser til Kaluga oblast og Tula oblast i nord, Brjansk oblast i vest, Kursk oblast i syd, og Lipetsk oblast i øst. Fra nord til syd er den noget over 150 km, og fra vest til øst over 200 km. Den er en af de minste russiske føderale enheder.

### Klima
Oblasten ligger midt på det russiske højland på stepperne. Klimaet er tempereret. Den dgnnemsnitlig januartemperatur er -8 °C og gennemsnitlig julitemperatur er 18 °C. Nedbøren er fra 490 til 590 mm pr. år, og snedækket varer i gennemsnit 126 dage.

## Administrativ inddeling
Oblasten er inddelt i 24 rajoner. Det administrative center er placeret i den største by i oblasten, Orjol med 319.550(2015) indbyggere. Andre byer er Livny (russisk: Ливны), (48.327(2015)), Mtsensk (russisk: Мценск), (39.181(2015)), Znamenka (russisk: Знаменка), (11.849(2015)), Bolkhov (russisk: Болхов, (11.201(2015)), Narysjkino (russisk: Нарышкино, (9.987(2015)) og Verkhove (russisk: Верховье, (7.060(2015)).